# Martin Handford
Martin Handford (né en 1956 à Hampstead, Londres) est un auteur pour enfants et un illustrateur britannique ; il a acquis une renommée mondiale au milieu des années 1980 en créant ses Où est Charlie ? (Where's Wally?), connus sous le nom Where's Waldo aux États-Unis et au Canada.

## Biographie
Il a commencé à dessiner quand il était encore enfant en traçant des bonshommes allumettes sur du papier. Sa source d'inspiration pour dessiner ce genre de personnages venait de films classiques et des petits soldats avec lesquels il jouait à l'époque.
Devenu adulte, il a travaillé pendant trois ans dans un cabinet d'assurance pour payer ses études dans une école des Beaux-Arts. Une fois celles-ci terminées, il s'est lancé comme illustrateur indépendant, se spécialisant pour de nombreux clients dans le dessin de scènes de foule.
En 1986, on lui a demandé d'imaginer un personnage avec des caractéristiques particulières. Après de longues réflexions, il a eu l'idée de « Charlie », un globe-trotter passionné de voyages dans le temps et qui s'habille toujours en rouge et blanc. Dans la plupart de ses voyages il était rejoint par une petite amie qui portait des vêtements de mêmes couleurs que ceux de Charlie, et par un personnage de méchant, nommé en français Pouah et Odlaw en Amérique du Nord (c'est le mot Waldo pris à l'envers), qui s'habille en jaune et noir.
Handford est parvenu à une certaine célébrité avec le succès de Où est Charlie ?. Sous ses multiples prénoms la marque déposée « Où est Charlie ? » s'est vendue dans 28 pays différents. Depuis son début en 1987 Handford a produit un total de six Où est Charlie ? « classiques », mais le personnage a diversifié ses apparitions sur d'autres produits, comme les mini-ordinateurs portables, les oreillers, les posters, les jeux vidéo et bien d'autres. Il y a même eu une bande dessinée en syndication ainsi qu'une série télévisée animée.
Handford est un travailleur méthodique et appliqué. On dit qu'il lui faut parfois jusqu'à huit semaines pour dessiner une esquisse de deux pages de « Charlie », toujours solitaire, et des personnages qui l'entourent.
Les albums Où est Charlie ? étaient imprimés à Hong Kong et publiés pour Handford par Candlewick Press à Cambridge dans le Massachusetts.
Nickelodeon Movies se proposait de faire un film fondé sur la série d'albums Où est Charlie ? et le tournage était prévu pour 2005, mais ce projet a été annulé en raison d'un changement dans la direction à Paramount Pictures.
En 2007, Handford a vendu les droits de Charlie (avec ses différentes appellations) au groupe Entertainment Rights, qui est dans le monde le plus grand propriétaire indépendant de marques pour enfants.
Le style artistique suivi par Handford est probablement l'exemple le plus célèbre des dessins représentant des foules grouillantes, les « WimmelBilder », qui ont été à l'origine popularisés par Jérôme Bosch, Pieter Brueghel l'Ancien et Hans Jürgen Press.